# Alfonso Rodríguez Olmedo
Alfonso Rodríguez Olmedo (Zamora, 10 de marzo de 1598-Caaró, 15 de noviembre de 1628) fue un mártir jesuita español, destinado a las misiones en Paraguay. Canonizado por el papa Juan Pablo II el 16 de mayo de 1988.

## Biografía
Nació en Zamora, España, el 10 de marzo de 1598. Hizo el noviciado en Villagarcía de Campos, Valladolid y después fue enviado a Paraguay. Salió de Lisboa, Portugal, en una expedición guiada por el padre Juan de Viana.
En 1626 fue enviado a las misiones de los guaycurúes, estas misiones estaban frente a Asunción, al otro lado del río Paraguay, y fue el primer misionero en aprender el dialecto, su misión era predicar y abrir reducciones que facilitaran la propagación de la fe y aseguraran condiciones de vida dignas a los indígenas.
En 1628 pasó a las misiones guaraníes del Paraná y luego a Itaipú. Se le designó para que acompañara a Roque González de Santa Cruz en la fundación del pueblo de Todos los Santos de Caaró, en la banda oriental del río Uruguay. Pero Ñezú, hechicero y cacique de Igní, se oponía al proyecto y dio la orden de matar a los misioneros. El 15 de noviembre de 1628, estando reunidos en la plaza para presenciar la instalación de una campana, los indígenas aparecieron de improviso y en medio de la confusión golpearon a González en la cabeza. Al oír el ruido, Alfonso Rodríguez Olmedo salió de la iglesia y fue igualmente muerto a golpes de itaizá (mazo de piedra). Sus cuerpos fueron arrastrados hasta la iglesia y quemados con cuadros e imágenes. Juan del Castillo correría la misma suerte unos días después, siendo asesinado el 17 de noviembre de 1628.
Juan Eusebio Nieremberg, quien fuera compañero de estudios de Alfonso Rodríguez Olmedo en Villagarcía, escribió en 1644 su biografía junto con la de Roque González de Santa Cruz y Juan del Castillo, de quien también fuera compañero de estudios en Madrid.

## Beatificación y canonización
Fue beatificado por Pío XI el 28 de enero de 1934 y Juan Pablo II lo canonizó el lunes 16 de mayo de 1988 en el Campo «Ñu Guazú» de Asunción, Paraguay, junto con los mártires y hasta entonces beatos Roque González y Juan del Castillo.